# Monte Cerignone
Monte Cerignone är en ort och kommun i provinsen Pesaro e Urbino i regionen Marche i Italien. Kommunen hade 653 invånare (2018).